# Johann Attenberger
Johann Attenberger (Ebersberg, 17 februari 1936 - Cheneux, 7 juli 1968) was een Duits motorcoureur. 

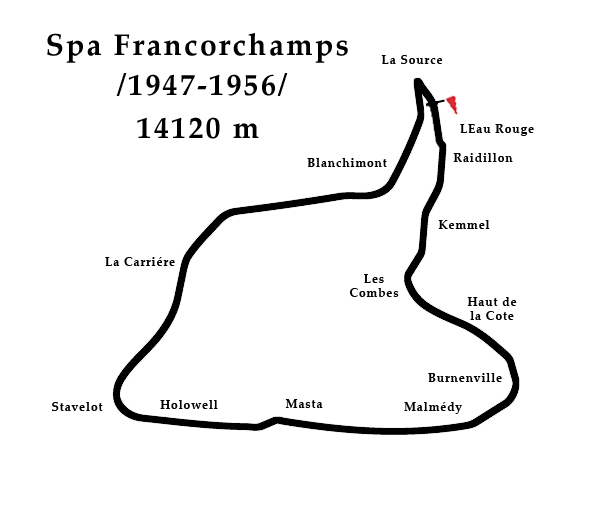
De ongevalsplaats "Masta" lag op het zuidelijke deel van het oude Circuit Spa-Francorchamps

Johann Attenberger debuteerde in het seizoen 1966 al in het wereldkampioenschap wegrace, waarschijnlijk tijdens de GP van Duitsland, waarvoor hij als Duitser geen internationale licentie nodig had. Als bakkenist fungeerde Josef Schillinger, die uit het naburige dorp Oberndorf kwam. Door een ongeval tijdens zijn jeugd had Attenberger een stijf linker been, dat achter de zijspancombinatie uitstak, maar waarvoor hij zijn machine ook moest aanpassen, want hij kon met zijn linkervoet niet schakelen. In het seizoen 1967 scoorden Attenberger/Schillinger hun eerste WK-punten en ook hun eerste podiumplaats toen ze tijdens de Finse Grand Prix tweede werden achter Klaus Enders/Ralf Engelhardt. Het seizoen 1968 begon erg goed. Tijdens de Duitse GP eindigden ze als vierde, maar ze werden tweede in de Sidecar TT op het eiland Man en wonnen de TT van Assen na een inhaalrace waarin ze ook de snelste ronde reden. Zo vertrokken ze naar de Grand Prix van België terwijl ze aan de leiding van het wereldkampioenschap stonden. Tijdens die Grand Prix ging aanvankelijk alles goed, omdat concurrenten Helmut Fath/Wolfang Kalauch, Klaus Enders/Ralf Engelhardt en Siegfried Schauzu/Horst Schneider uitvielen. Het gevecht om de leiding van de race ging tussen Attenberger/Schillinger en Georg Auerbacher/Hermann Hahn. 
Attenberger/Schillinger leidden vlak voor Auerbacher/Hahn toen ze op Masta, de doorgaande weg tussen Malmedy en Stavelot, de controle verloren. Ze vlogen tegen de gevel van een huis en daarna tegen een boom. Beiden waren op slag dood. De oorzaak van het ongeval werd later vastgesteld als het gevolg van een gebroken framedeel. 
Georg Auerbacher won de race maar moest 's avonds de lichamen van Johann Attenberger en Josef Schillinger nog identificeren. De begrafenis in Ebersberg vond plaats in het bijzijn van Georg Auerbacher, Arsenius Butscher, Klaus Enders, Helmut Fath, Heinz Luthringshauser en Siegfried Schauzu. Later kwam er in Ebersberg een Attenberger-Schillinger- Straße. 

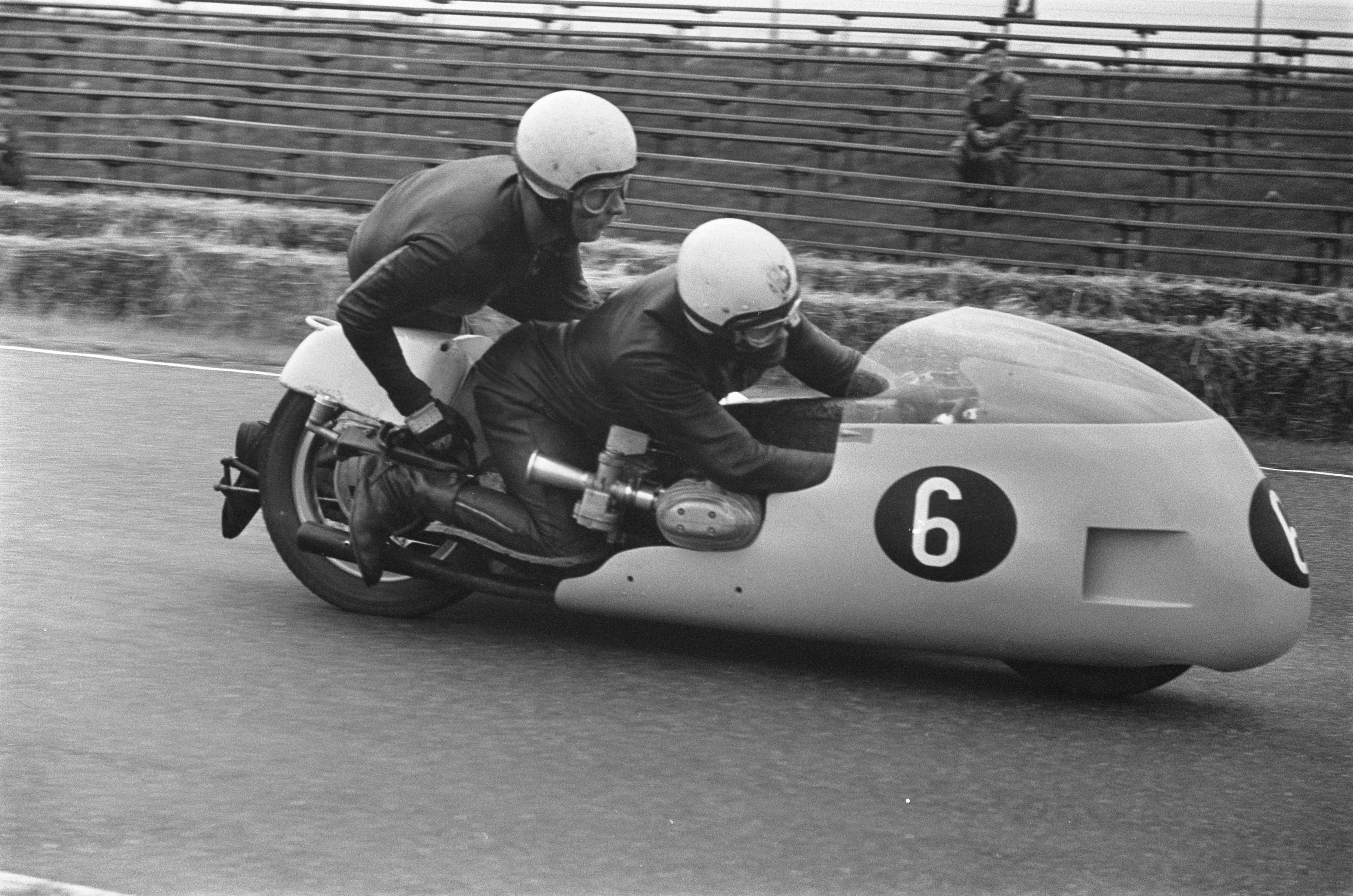
Johann Attenberger/Josef Schillinger tijdens de TT van Assen van 1968. Goed te zien is de linkervoet van Attenberger, die achter het achterwiel uitsteekt omdat hij sinds zijn jeugd een stijf linker been had.

## Wereldkampioenschap wegrace resultaten
(Races in cursief geven de snelste ronde aan)
| Jaar | Klasse  | Bakkenist         | Motorfiets | 1     | 2     | 3     | 4      | 5       | 6     | 7 | 8     | 9     | 10 | 11    | 12 | 13 | Punten | Plaats | Overwinningen | Wereldkampioen                            |
| ---- | ------- | ----------------- | ---------- | ----- | ----- | ----- | ------ | ------- | ----- | - | ----- | ----- | -- | ----- | -- | -- | ------ | ------ | ------------- | ----------------------------------------- |
| 1967 | Zijspan | Josef Schillinger | BMW RS 54  | SPA - | DUI 6 | FRA - | IOM 10 | NED 5   | BEL 6 |   |       | FIN 2 |    | NAT - |    |    | 10     | 5e     | 0             | Klaus Enders / Ralf Engelhardt, BMW RS 54 |
| 1968 | Zijspan | Josef Schillinger | BMW RS 54  | DUI 4 |       | IOM 2 | NED 1  | BEL (†) |       |   | FIN - |       |    | BWü - |    |    | 17     | 4e     | 1             | Helmut Fath / Wolfgang Kalauch, URS       |